# Velika Braina
Velika Braina es un pueblo ubicado en la municipalidad de Medveđa, en el distrito de Jablanica, Serbia.

## Superficie
Posee una superficie de 11,51 kilómetros cuadrados.

## Demografía
Hasta 2011 la población era de 28 habitantes, con una densidad de población de 2,434 habitantes por kilómetro cuadrado.